# Jaden Yuki
Jaden Yuki, conosciuto come Judai Yuki (遊城十代?, Yūki Jūdai) nell'originale versione giapponese, è il protagonista della serie anime Yu-Gi-Oh! GX e dell'omonimo manga.

## Il personaggio
Jaden è un ragazzo sicuro, divertente, ottimista, amichevole, gentile, coraggioso, istintivo, con spiccato talento per il Duel Monsters. Ama duellare, ha un legame particolare con le sue creature, e riesce a vedere gli spiriti dei duelli; gioca d'istinto. Tiene molto ai suoi amici: Chazz Princeton, che lo considera come un rivale, Syrus Truesdale, il migliore amico, Alexis Rhodes, del protagonista innamorata, Zane Truesdale, Bastion Misawa, Atticus Rhodes, Aster Phoenix, Hassleberry, Jesse Andersen, Axel Brody e Blair Flanningan, anch'ella invaghita di Jaden. Al termine della terza serie, la personalità del giovane Yuki subisce dei cambiamenti a causa degli eventi che lo coinvolgono; nell'ultimo episodio e nella successiva quarta stagione, egli è più cupo e distaccato, ha perso la passione per i duelli.
Jaden è la reincarnazione del Sovrano Supremo, conosciuto nell'originale versione giapponese della serie come Haou (覇王?, Haō), nome che mantiene nell'adattamento italiano dell'ultima stagione: il giovane Re è il detentore dell'energia oscura. Fusa la sua anima con quella di Yubel, il protagonista è un essere superiore, dotato di poteri paranormali.

## Creazione e sviluppo
Il design di Jaden è stato supervisionato da Kenichi, ha diverse differenze fisiche e caratteriali rispetto a Yugi Mutō ed il suo alter ego, nonostante tutti e due amino duellare e abbiano poteri inimmaginabili. Per volere di Kazuki Takahashi, il protagonista di GX è un ragazzo dai capelli castani, tendenti, al di sopra della frangia, all'arancione, e gli occhi marroni, che diventano dorati, esprimenti malvagità allo stato puro quando egli torna ad essere il Sovrano Supremo o risveglia il potere dello stesso. Indossa la divisa degli Slifer, una maglia nera, giacca rossa con del bianco, pantaloni bianchi, scarpe rosse e nere; porta il suo deck in un marsupio legato alla cintura. Nella quarta stagione, il personaggio appare diverso, con i capelli più selvaggi, sguardo maggiormente cupo, collo della maglia alto, pantaloni grigio scuri; a volte, i suoi occhi diventano bicolori, uno castano chiarissimo e l'altro azzurro, come quelli di Yubel. L'abbigliamento del Sovrano Supremo ricorda un'armatura medievale, è nera con del dorato, pietre viola e mantello rosso. Kazuki Takahashi ha rivelato di aver stilato la trama di Haou quando si è reso conto che sarebbe stato difficile mostrare una crescita del Jaden iniziale, e che l'atteggiamento di quello non gli sarebbe bastato a "sconfiggere qualcuno come Yami Marik".  
"Jūdai" vuol dire "adolescente", mentre "yuki" "coraggio". Il tutto è, perciò, traducibile come "adolescente coraggioso". Il nome dato al personaggio dall'adattamento inglese significa "dono di Dio".

## Storia

### Anime

#### Prima stagione
Jaden è in ritardo per l'esame d'ammissione all'Accademia del Duellante, ed incontra per caso Yugi Mutō, che, dinnanzi alle aspirazioni del ragazzo, gli regala la carta Kuriboh Alato. Jaden ottiene un punteggio basso al test scritto d'ammissione, ma nella prova pratica batte in duello addirittura il professor Vellian Crowler e la sua carta leggendaria, colpendo gli studenti che assistono. Avendo conseguito scarsi risultati nell'esame scritto, Jaden viene assegnato al dormitorio Slifer Rosso, il peggiore dell'Accademia (nonostante abbia dimostrato grandi capacità nel duellare), e condivide la stanza con Syrus Truesdale e Chumley Huffington, che diventeranno suoi grandi amici. Presto, Jaden conosce, all'interno dell'Accademia, personaggi a lui ostili, come, oltre il dottor Krawler, che cercherà di farlo espellere dalla scuola, Chazz Princeton, ma anche altri amici, quali Alexis Rhodes, da subito interessata a lui, e Bastion Misawa, incontrato prima del duello con Vellian.
Il primo duello riconosciuto dalla scuola, contro Chazz, vale a Jaden la promozione al dormitorio Ra Giallo, che il ragazzo rifiuta per rimanere con i suoi amici allo Slifer Rosso.
Durante il suo turno di dire storie del terrore, Jaden rivela a Syrus e Chumley che da bambino sentiva le carte parlargli - come gli succede con Kuriboh Alato. Il professor Lyman Banner racconta, invece, ai ragazzi del Dormitorio Abbandonato, dove scomparvero molti studenti. Il protagonista, incuriosito, anche se scettico sulla veridicità della storia narrata dall'insegnante e dell'esistenza del gioco delle ombre, si reca sul posto, accompagnato dai suoi amici. Al Dormitorio Abbandonato, i tre incontrano Alexis, la quale rivela loro che, tra gli allievi scomparsi, c'è suo fratello. La ragazza viene catturata da Titan, chiamato dal dottor Krowler per terrorizzare Jaden e farlo, perciò, andare via dall'Accademia; per salvare l'amica, il protagonista duella contro il cattivo. L'avversario, in possesso di un Oggetto del Millennio, lo catapulta in un gioco delle ombre, in cui il perdente viene privato della sua anima. Jaden, inghiottito sempre di più dalle tenebre, è debole, ma, grazie a Kuriboh Alato, capisce che Titan sta solo giocando con la sua mente. L'illusione creata dal nemico si dissolve, ma le ombre richiedono un'anima, ed isolano gli sfidanti all'interno di un'area buia. Titan sostiene che non c'entra niente con quanto sta accadendo, ma Jaden non ci crede, il duello prosegue. Le tenebre possiedono l'avversario; il protagonista ottiene la vittoria, perciò Titan, tornato alla normalità, viene inghiottito dalle ombre. Jaden si ricongiunge ai suoi amici, convinto di aver assistito semplicemente ad effetti speciali. Alexis riprende conoscenza, ed il giovane Yuki promette che l'aiuterà a trovare il fratello.
Il primo che riesce a battere Jaden in duello è Zane Truesdale, Obelisk Blu, la categoria più importante, del terzo anno, nonché il migliore dell'Accademia. Il protagonista lo voleva incontrare per parlare di Syrus, le cui capacità sono messe in dubbio dal fratello maggiore. Nonostante la sconfitta di Jaden, Zane continuerà a vedere in lui l'unico avversario alla sua altezza.
Il dottor Krawler cerca in Bastion un alleato per riuscire a far espellere Jaden dall'Accademia. Dopo aver sconfitto Chazz in duello, il ragazzo rifiuta l'offerta dell'insegnante secondo cui, a vittoria conseguita, sarebbe stato promosso da Ra Giallo ad Obelisk Blu: prima di passare al dormitorio più prestigioso, vuole battere il duellante migliore del primo anno, Jaden. I due si affrontano per decidere chi, tra loro, rappresenterà la scuola nella sfida annuale contro l'Accademia del Nord (era stato proposto Jaden, ma Krawler, a lui ostile, ha ottenuto che il prescelto fosse il vincitore del duello tra il giovane Yuki e Bastion Misawa). Il protagonista trionfa contro l'amico e nella sfida annuale, che lo vede opponente di Chazz (quest'ultimo, deriso per essere stato sconfitto da uno Slifer, aveva abbandonato l'Accademia del Duellante, ma, dopo il combattimento contro Jaden, torna nella sua vecchia scuola).
Una notte, Syrus ode casualmente la comunicazione tra il professor Banner ed un enigmatico individuo: si tratta di un complotto contro Jaden. Truesdale cerca di avvertire il protagonista, ma questo, scettico, partecipa con l'amico, Alexis e Chumley alla gita, organizzata dall'insegnante, presso antiche rovine in cui, un tempo, si disputavano i giochi delle ombre. A destinazione, Jaden viene catapultato nell'antico Egitto, dove, avendo profanato un sepolcro sacro, deve essere punito. Il Comandante del Custode di Tombe lo sfida a duello; se lo Slifer vincerà, potrà salvare i suoi amici, in caso contrario verrà sepolto vivo insieme a loro. Jaden vince il gioco delle ombre, in cui i duellanti, se colpiti, sentono realmente dolore, ed ottiene dall'avversario un medaglione spezzato - l'altra metà è stata ceduta dal Comandante del Custode di Tombe all'unica persona che, prima del giovane Yuki, lo aveva battuto - che, preannuncia l'uomo, lo aiuterà nei giochi delle ombre. Jaden ed i suoi amici tornano nella loro dimensione.
Jaden, Chazz, Alexis, Bastion, il dottor Krawler ed il professor Banner vengono convocati dal cancelliere Sheppard, il preside dell'Accademia. L'uomo rivela che la scuola è stata fondata anche per custodire le carte delle tre Bestie Sacre, che, risvegliate, porterebbero il caos. Sheppard consegna ai quattro studenti ed ai due insegnanti le chiavi dei sette Cancelli degli Spiriti, che, aperti, libererebbero l'enorme potere delle Bestie Sacre; i prescelti dovranno proteggere i particolari oggetti dai Cavalieri delle Ombre, che bramano la forza citata. Il primo dei malvagi che Jaden affronta è Nightshroud, un ragazzo mascherato, possessore dell'altra metà del medaglione che lo Slifer porta al collo. Il cattivo trasforma il duello in un gioco delle ombre, in cui il perdente verrà prosciugato della propria anima. Jaden trionfa, ma, stremato dal combattimento, crolla, privo di sensi; intanto, Alexis scopre che, dietro la maschera di Nightshroud, si celava il fratello scomparso, Atticus. Questo, liberato dagli influssi negativi, cede al protagonista la sua metà del medaglione, che, unendosi a quella di Jaden, permette allo stesso di contrastare il potere degli Amuleti delle Ombre posseduti dai nemici. Il giovane Yuki sconfigge poi la vampiressa Camula, della quale prende l'Amuleto delle Ombre, Tania, un'amazzone in cerca di marito che trova in Jaden uno sposo perfetto e che lascia il suo Amuleto delle Ombre, Abidos III, un antico Faraone, che, battuto, dona allo Slifer un altro Amuleto delle Ombre. Successivamente, Jaden viene a sapere da Atticus che a suggerire al ragazzo un'esercitazione al Dormitorio Abbandonato, dove lo stesso è stato portato nel Regno delle Ombre per trasformarsi in Knightshroud, fu il professor Banner; il protagonista si rende conto, così, che l'insegnante è coinvolto nella faccenda. Banner sparisce misteriosamente, e per Jaden è molto importante poterlo ritrovare, poiché è molto legato a lui. L'ultimo Cavaliere delle Ombre sconfigge Chazz ed Alexis, s'impadronisce delle loro Chiavi degli Spiriti ed imprigiona le anime dei due e di Atticus in un libro mistico; ora, sei dei dette Cancelli sono aperti, solo Jaden è ancora in possesso della sua chiave.
Accompagnato da Syrus e Chumley presso il Dormitorio Abbandonato, il ragazzo scopre il corpo mummificato del professor Banner in una tomba. Per salvare i suoi amici Chazz, Alexis ed Atticus, deve battere in duello l'ultimo Cavaliere delle Ombre, Amnael. Grazie a Faraone, il gatto di Banner che, solito non lasciar avvicinare gli estranei, si reca dall'avversario, Jaden intuisce la vera identità di Amnael: la maschera di quest'ultimo si frantuma, il nemico rivela di essere Banner. L'uomo racconta che, alla ricerca di carte rare tra le sabbie del deserto, entrò in una tomba, dov'erano contenute le prime carte di Duel Monsters. Il sepolcro, però, era maledetto, e, per sopravvivere, egli creò, grazie all'alchimia, un corpo dove trasferì la sua anima; questo corpo sta cadendo in pezzi, e, per mantenerlo, Banner ha bisogno del potere delle Bestie Sacre, perciò è diventato un Cavaliere delle Ombre. Sconfitto da Jaden, confessa di aver mentito: il vero motivo per cui è divenuto un Cavaliere delle Ombre era affinare le capacità del giovane Yuki e prepararlo alla minaccia incombente. Gli amici di Jaden tornano liberi. Il professore consegna allo Slifer il libro, prima di dissolversi; senza che alcuno se ne accorga, il suo spirito viene inghiottito da Faraone - continuerà ad aiutare il protagonista nei momenti di difficoltà. Neutralizzato anche l'ultimo Cavaliere delle Ombre, le Chiavi degli Spiriti vengono riposte nel loro contenitore. Tuttavia, i sette Cancelli si aprono; un anziano che vive in uno speciale macchinario ruba le tre carte delle Bestie Sacre: è Kagemaru, ex preside dell'Accademia e suo fondatore, in grado, pertanto, di aprire i Cancelli. Egli voleva far convergere le giovani promesse del Duel Monsters; aspira a distruggere il mondo, ma, per usufruire della forza delle Bestie Sacre, è necessaria l'energia dei duelli, che gli scontri di Jaden e gli altri con i Cavalieri delle Ombre hanno sprigionato. L'uomo vuole battersi con il giovane Yuki, l'unico ad aver superato la prova dei Cavalieri delle Ombre (non ha subito alcuna sconfitta), colui che gli permetterà di sfruttare il potere delle Bestie Sacre perché dotato di una forza in grado di dominarlo. Prima che inizi la sfida, Jaden trova, nel libro cedutogli dal professor Banner, una carta, il motivo per cui, intuisce il ragazzo, l'insegnante ha voluto consegnargli il mistico oggetto. Nel corso del gioco delle ombre, Kagemaru evoca le tre Bestie Sacre, che assorbono gli spiriti dei duelli di tutto il mondo, tranne quelli di Jaden, dotato di una forza del duellante superiore. Grazie al potere delle Bestie Sacre, Kagemaru ringiovanisce ed esce dal macchinario che lo teneva in vita; ora ha un nuovo corpo, e desidera impadronirsi dell'anima del protagonista e dei mostri di lui, con cui ambisce a dominare il mondo. Lo spirito di Banner, contenuto nella sfera di luce inghiottita da Faraone e momentaneamente uscita, spiega a Jaden che la carta che gli ha lasciato si trasforma per tre volte in quella desiderata e che, esaudito il terzo desiderio, essa rivela i suoi poteri. Lo Slifer vince il combattimento, e fa capire a Kagemaru, nuovamente invecchiato, che la giovinezza deve cercarla in se stesso.
Per il duello del diploma, Zane vuole battersi con Jaden, l'unico avversario che ritiene alla sua altezza. La sfida termina in parità, e Zane passa il testimone a Jaden, che prenderà il suo posto come studente migliore dell'Accademia.

#### Seconda stagione
Nel primo giorno del nuovo anno scolastico, Jaden affronta Aster, una matricola che desidera duellare contro il giovane Yuki, considerato una leggenda. Nel corso della sfida, Aster accenna di voler mettere alla prova il protagonista. Jaden vince l'incontro (Aster ha perso dietro richiesta del suo enigmatico agente, un cartomante). Scopre che, in realtà, il ragazzo che ha appena sconfitto è Aster Phoenix, un duellante professionista, e che si è battuto con carte non appartenenti al suo deck.
Prima del duello tra Aster e Zane Truesdale, l'agente del primo dice allo stesso che, dopo il combattimento, dovrà recarsi all'Accademia del Duellante e sfidare Jaden, che nasconde un potere grandioso. La scuola assiste tramite un maxischermo allo scontro tra Zane ed Aster, che presto si scopre possedere un deck di eroi, come Jaden. A duello concluso (con Phoenix vincitore), Aster lancia, durante un'intervista, una sfida a Jaden. Il suo agente gli rivela che la rivalità tra Il ragazzo ed il giovane Yuki è scritta nel destino. Sartorius - così viene chiamato il misterioso cartomante - asserisce, avvertito dell'inizio del duello, che presto la loro squadra avrà un nuovo elemento, che Jaden, dopo aver subito la sconfitta, vedrà finalmente la luce. L'uomo esulta, sicuro di accingersi a stringere in pugno il Duellante Eletto; Jaden perde il combattimento, e, mentre crolla, prima di svenire, vede le sue carte diventare bianche. Il ragazzo è depresso; Sartorius sostiene che l'anima del protagonista, dopo la vittoria di Aster, dovrebbe essere sua, ma, evidentemente, Jaden è più forte del previsto e la controlla ancora. Convinto di non poter più duellare, lo Slifer decide di lasciare l'Accademia per cercare delle risposte, ma finisce in una dimensione extraterrestre. Qui, conosce Delfino Aqua Neo Spaziale, detto Aquos, che gli rivela l'esistenza del Neospazio, l'equilubrio tra le cose, come tra luce e tenebre. Tale equilibrio è stato spezzato dalla Società della Luce (fondata da Sartorius), che distrugge le tenebre. L'arrivo di Jaden è stato loro preannunciato molto tempo fa, egli è colui che salverà l'Universo. Un robot della Società della Luce atterra nella dimensione. Jaden non può duellare contro di lui, non riuscendo ancora a vedere le sue carte, ma Aquos gli consegna un nuovo deck, contenuto all'interno di un satellite della Kaiba Corporation. Il giovane Yuki riesce a vedere i suoi mostri, nei quali riconosce le creature da lui disegnate: quando era piccolo, aveva partecipato ad un concorso indetto da Seto Kaiba per disegnatori di carte; quelle del vincitore sarebbero state realizzate ed inviate nello spazio. Jaden scopre, così, di aver vinto la gara. Il ragazzo sconfigge il robot avversario, perde conoscenza e si risveglia nel suo mondo. Con il suo deck, composto anche dai nuovi mostri neospaziali, torna all'Accademia, in tempo per rappresentare gli Slifer nella sfida che deciderà le sorti del dormitorio, che il cancelliere Crowler ed il suo vice, Jean Louis Bonaparte, vogliono abbattere. L'opponente di Jaden è Aster, contro cui il protagonista ottiene la rivincita: il giovane Yuki, nonostante la premonizione di Sartorius avesse dato la vittoria a Phoenix, sconfigge il duellante professionista, dimostrandosi più forte del destino.
Tornato e riprese le redini dell'Accademia, Sheppard annuncia agli studenti il Torneo Gx, competizione tra i grandi campioni di Duel Monsters delle nuove generazioni, a cui ha invitato a partecipare anche duellanti professionisti. Ogni giocatore verrà dotato di una medaglia, e dovrà prendere quelle di cui sono in possesso gli avversari che sconfiggerà. All'inizio, nessuno sfida Jaden, essendo, questo, il numero uno.
Chazz (entrato a far parte della Società della Luce) sfida Jaden a duello, dandogli appuntamento per l'indomani. Prima dell'incontro, il protagonista cerca le carte dei tre fratelli Ojama, che Princeton aveva gettato, e le trova in un pozzo. Durante il combattimento, Jaden gioca le creature citate, per far tornare l'avversario alla normalità. Grazie al giovane Yuki ed ai suoi vecchi mostri, Chazz si libera dal controllo di Sartorius. Jaden vince il duello, ma non prende le medaglie dell'opponente, considerando che, per gran parte della sfida, Princeton non era in sé.
Nel corso del torneo, Jaden affronta anche duellanti professionisti, vincendo. Egli è in testa alla classifica.
La parte buona di Sartorius affida a Jaden una chiave da custodire. Si tratta di una delle due chiavi - la seconda è stata poi consegnata ad Aster - che attivano il Satellite che controlla le menti, ottenuto dal cartomante con la vittoria sul Principe Ojin, sovrano del Regno di Misgarth. Il malvagio ordina ad Alexis (unitasi alla Società della Luce) di duellare contro Jaden. La ragazza sfida il giovane Yuki, che, per salvare l'amica, accetta di battersi con lei. Il protagonista vince, liberando Alexis dall'influenza di Sartorius. Vedendo Jaden combattere contro il professor Eisenstein, famoso duellante scienziato, idolo di Bastion, anche questo, ritrovando la fiducia nella scienza, abbandona la Società della Luce (di cui era entrato a far parte).
Linda, che lavora per il Principe Ojin, chiede a Jaden di salvare il nobile ed il mondo intero. Spiega che le chiavi custodite dal protagonista ed Aster sono state scommesse dal Principe, che le ha cedute a Sartorius dopo aver perso un duello contro di lui; esse servono ad attivare il Satellite, in grado di assumere il controllo mentale dell'umanità. Jaden si chiede come mai Sartorius gli abbia affidato la chiave; Linda ha supposto che il cartomante abbia due personalità, quella malvagia ed una buona, la stessa che ha consegnato la chiave al giovane Yuki. Sartorius, informa la donna, ha fatto il lavaggio del cervello al Principe Ojin, a cui ha chiesto di combattere contro Jaden per sottrargli la chiave. Linda aggiunge che il sovrano del Regno di Misgarth era un bambino molto buono, poi, crescendo senza amici, si è indurito. Ella spera che, sconfiggendolo Jaden in duello, il Principe tornerà quello di prima. Lo Slifer sfida, perciò, Ojin. Vincitore, fa capire all'avversario di avere un'amica in Linda.
Jaden viene a sapere dal cancelliere Sheppard che Aster si appresta a duellare contro Sartorius. Si reca perciò, insieme a Syrus ed Hassleberry, al dormitorio bianco, dove assiste al combattimento ed alla sconfitta dell'amico. Ora, Sartorius, in possesso della chiave di Aster, vuole quella di Jaden. Mentre il Torneo Gx prosegue senza di lui, il giovane Yuki, posto dinnanzi ad un'ardua scelta, preferisce salvare Phoenix, che rischia di cadere nella lava, e cedere la chiave. Propone a Sartorius di giocarsi l'oggetto con un duello, ma quello, avendo Jaden lasciato la chiave, ha già ciò che voleva; si accinge a prendere le due chiavi, ma interviene Neos, che contrasta il suo potere. La creatura dice al protagonista che il suo mondo, il Neospazio, tra poco non esisterà più: la vita esiste grazie all'equilibrio tra luce e tenebre, ma la Luce di Distruzione vuole rompere quest'equilibrio. Neos rivela a Jaden che, per battere la luce, deve usare l'oscurità. Ora, per impadronirsi delle chiavi, la Luce di Distruzione, che ha trovato rifugio nel corpo di Sartorius, deve sconfiggere il giovane Yuki; il cartomante è costretto, perciò, ad accettare la sfida. Nel corso del duello, il malvagio asserisce che la Terra ha bisogno di un cambiamento, che, per la rinascita, è necessaria la distruzione. Successivamente, Barriera di Luce, messa in campo da Sartorius, indebolisce Neos, che scompare; il cartomante può, così, impossessarsi delle due chiavi, che consegna al Principe Ojin, ancora sotto il suo controllo, affinché attivi il Satellite. Hassleberry e Linda seguono il sovrano del Regno di Misgarth, intanto Jaden continua a duellare. Mentre Sartorius insiste a sostenere che il destino lo vede vincitore, il protagonista risponde che esso è solo una leggenda. Volgendo lo scontro a favore dello Slifer, il cartomante capisce che Jaden, il Duellante Eletto, può davvero modificare il destino. Il giovane Yuki annienta Barriera di Luce, permettendo a Neos di tornare in battaglia; la creatura, asserisce la stessa, può ora usare il suo potere per distruggere il Satellite, ma, prima, Jaden deve sconfiggere Sartorius. Quando il protagonista sembra spacciato, sente la voce di Neos, che gli ricorda che lui, Jaden, è il Duellante Eletto, e che può farcela. Il ragazzo si riprende, e, dopo aver distrutto il Satellite, sconfigge la Luce di Distruzione. Grazie a lui, Sartorius torna libero dalla possessione dell'alieno; lascia poi volare le carte con cui prediceva il futuro, avendo appreso da Jaden che non tutto si può prevedere.

#### Terza stagione
Jaden frequenta il terzo anno all'Accademia del Duellante. Stringe amicizia con Jesse Andersen, ospite in qualità di esponente dell'Accademia del Nord, come il protagonista capace di vedere gli spiriti dei duelli. Il nuovo insegnante, il rigido professor Thelonious Viper, organizza un duello dimostrativo tra Jesse ed il migliore della scuola, il giovane Yuki (con vittoria dell'ultimo). Consegna loro i Bio Band: tutti gli allievi dovranno affrontarsi nei denominati Duelli Survival; i braccialetti raccolgono i dati degli studenti, che, se portatori di voti troppo bassi, verranno espulsi dall'Accademia. In realtà, i Bio Band assorbono l'energia dei ragazzi.
Jaden fa un incubo, in cui un'enigmatica creatura gli chiede di giocare con lei, ed ha trasformato in pietra gli amici del ragazzo.
Per salvare Syrus, Jaden si batte contro Axel Brodie, che, incaricato da Viper di duellare contro il giovane Yuki e spingerlo al limite delle sue possibilità, ha preso in ostaggio Truesdale. Con il proseguire della sfida, l'opponente libera l'amico del protagonista, rammentando gli insegnamenti del padre circa il rispetto dell'avversario; Jaden ottiene la vittoria, ma, privato della sua energia, perde i sensi.
Identificata la causa del malessere degli studenti nei Bio Band, Jaden si reca, insieme a Jesse, Alexis, Syrus, Hassleberry e Jim Cook, nel covo di Viper. Qui, duella contro il professor Stein, schieratosi con il nemico dopo che quest'ultimo lo ha fatto rendere conto che il giovane Yuki è la causa della cattiva condotta degli allievi. Thelonious spinge il protagonista al limite, tenendo in pugno la vita di Rhodes. Liberata l'amica da Jim, Jaden può vincere la sfida; l'avversario, prosciugato della sua energia, precipita nel vuoto, ed il giovane Yuki, perdendo le forze, sviene. In un sogno, la misteriosa ed inquietante creatura per cui lavora Viper dice a Jaden che lui non si ricorda di lei, la quale, invece, non potrà mai dimenticarlo. Il malvagio insegnante crede di aver raccolto, grazie ai Bio Band, sufficiente energia per risvegliare quell'essere, ma si rende conto di sbagliarsi; l'uomo vuole duellare contro Jaden e sottrargli le energie residue per raggiungere il suo obiettivo. Senza attendere che il ragazzo recuperi le forze, lo costringe a battersi con lui. Durante il combattimento, egli rivela a Jaden ed amici il suo segreto: guidava una squadra di soldati che aveva la missione di recuperare un oggetto, e l'obbligo di non fare domande sullo stesso. L'elicottero precipitò, e Viper proseguì da solo; incontrò una creatura, che gli chiese di salvarla, promettendo che, in cambio, gli avrebbe restituito suo figlio, venuto a mancare dopo essersi gravemente ammalato. Quella, intanto, afferma che Jaden la deve pagare per il male che le ha fatto. Il protagonista si aggiudica la vittoria, ma i Bio Band rubano le energie sue e di Viper, che, avendo fallito la missione, subisce la punizione dell'inquietante creatura.
Questa catapulta Jaden, i suoi amici e l'intera Accademia in un'altra dimensione, dove gli spiriti dei duelli sono reali. Lo Slifer ed il suo gruppo devono affrontare i mostri che li aggrediscono, tra cui quelli inviati contro Jaden da Marcel, fragile studente di cui l'enigmatica creatura si è impossessata, ed i duellanti zombie, allievi trasformati in specie di zombies, che, indistruttibili, si rialzano sempre, e sfiniscono gli avversari, i quali, per effetto dei Bio Band, crollano, privi di energia, e diventano come loro, unendosi nella volontà di vendicarsi di Jaden. Durante il triplo duello che Jesse, Axel e Jim sostengono contro tre studenti trasformati in schiavi di Marcel, Blair avvisa il giovane Yuki dell'allontanamento di Bonaparte, che, senza avvertire alcuno, è andato a cercare Marcel, perché preoccupato per lui. Jaden e la sua amica giungono dal ragazzino, figlio di Jean Louis, come rivela l'uomo stesso. Marcel dichiara che il protagonista è il duellante che voleva incontrare, prima di adoperarsi per impadronirsi delle carte delle Bestie Sacre. Jaden chiede a Blair e Bonaparte di tornare all'Accademia, egli deve impedire il risveglio delle tre potenti e pericolose creature; promette a Jean Louis di aiutare Marcel, come chiestogli dall'uomo, e scende nei sotterranei, dove il nemico si è diretto per spezzare il sigillo. Lo Slifer viene ostacolato da Chazz e poi Syrus (divenuti duellanti zombie), che lo sfidano; Jaden batte i suoi avversari, ma non fa in tempo ad impedire che Marcel risvegli le Bestie Sacre. Lo spirito di Banner lo esorta a raggiungere i campi da tennis, dove sono radunati gli amici del protagonista, i quali hanno trovato un modo per tornare nel loro mondo (in comunicazione con il professor Eisenstein, Jesse sta affrontando un particolare combattimento contro Zane, per sprigionare l'energia dei duelli utile ad aprire un varco interdimensionale). Jaden si ricongiunge ai suoi compagni, con loro lascia i campi da tennis, invasi dai duellanti zombie. Intanto, la malvagia creatura che si annida nel corpo di Marcel si dice consapevole che sia stato il giovane Yuki a volerla isolare ed allontanare, ragion per cui egli la deve pagare. Per far ritorno nel loro mondo, apprende Jaden da Jesse, i ragazzi necessitano ancora della carta del leggendario Drago Arcobaleno, la cui tavola è stata finalmente trovata da Maximillion Pegasus; presto, lo Slifer ed i suoi amici avranno la carta, appena disegnata dal creatore di Duel Monsters. Marcel si mette in contatto con il protagonista, sfidandolo a duello; se Jaden vincerà, il nemico libererà le persone trasformate in duellanti zombie, ma, se perderà, lui ed i suoi compagni saranno suoi schiavi. Mentre il giovane Yuki combatte contro il nemico, Jesse ed Axel vanno a cercare la carta del Drago Arcobaleno, spedita dalla Terra con un missile. Raggiunto il suo obiettivo, Andersen torna da Jaden, e propone a Marcel di duellare anche contro di lui, e raddoppiare, perciò, i suoi Life Points; la malvagia creatura, gelosa del legame che unisce il protagonista al suo nuovo amico, accetta. In possesso di sufficiente energia per tornare in vita, essa abbandona il corpo di Marcel, e si rivela nel suo vero aspetto; Jaden riconosce in lei Yubel: quando era bambino, egli e quella carta erano inseparabili; essa soffriva con lui, agiva unicanente per il bene del piccolo. Jesse sfrutta il potere del Drago Arcobaleno per generare tanta energia dei duelli da aprire il varco interdimensionale e riportare i suoi amici e l'intera Accademia nel loro mondo. Jaden e gli altri tornano a casa, ma il primo si rende conto che Andersen è scomparso.
Il cancelliere Sheppard rivela agli amici di Jaden che, se si è subito interessato al ragazzo, non è stato solo per il suo talento di duellante, ma anche per ciò che aveva saputo su di lui: quando era piccolo, il giovane Yuki aveva uno stretto rapporto con uno spirito dei duelli di nome Yubel. Il bambino, che spesso restava solo, passava tutto il tempo a duellare; Yubel era la sua carta preferita. Gli avversari rimanevano vittime di incidenti, probabilmente a causa di Yubel, e cominciarono a rifiutarsi di combattere contro il protagonista. In quel periodo, la Kaiba Corporation organizzò una gara: i partecipanti dovevano disegnare nuove carte, che, se vincitrici, sarebbero state realizzate ed inviate nello spazio. Oltre a Neos, Jaden ottenne che l'azienda lanciasse nel cosmo anche la carta di Yubel, sperando che il viaggio la liberasse dalle negatività. Intanto, lo Slifer si tormenta: avrebbe dovuto sbarazzarsi subito di Yubel; adesso, per colpa sua, Jesse è perduto. Avvisato da Kuriboh Alato dell'apertura di un nuovo varco interdimensionale, entra in una terra sconosciuta, accompagnato dagli amici, per cercare Andersen. Qui, rivede Tania, la quale spiega che quello in cui si trovano è un mondo nuovo, dove a governare sono alcuni spiriti dei duelli, e lo conduce dal suo popolo, schiavizzato da malvagie creature alate. Per permettere ad Axel di staccare indisturbato la corrente, in modo da agevolare la ribellione, Jaden impegna il capo degli oppressori con un duello, durante il quale scopre che, in questa dimensione, l'energia dello sconfitto viene mandata alle stelle. Il giovane Yuki batte il nemico, che, prima di scomparire, gli chiede di fermare il Sovrano Supremo, causa di tanta sofferenza.
Per difendere un bambino di nome Kyle, Jaden sfida un crudele spirito dei duelli, il quale rivela che i valorosi guerrieri vengono resi prigionieri, mentre tutti gli altri spediti alle stelle. Vincitore, il giovane Yuki conosce Sir Freed, uno dei Cavalieri d'Acciaio, che aiuta lui ed i suoi amici a sfuggire all'assalto dei Demoni del Mondo Oscuro, in cerca di colui che ha sconfitto il potente Scar (nome del mostro distrutto da Jaden). Venuto a sapere da Larz, Cavaliere d'Acciaio evaso dal campo di prigionia, che tra i prigionieri c'è un ragazzo della sua età, il protagonista, pensando possa trattarsi di Jesse, lascia, senza avvertire alcuno, il rifugio per cercare l'amico. Al campo, trova un giovanotto somigliante ad Andersen, il quale gli spiega che gli altri sono stati portati via, in quanto valorosi guerrieri. Jaden soccorre lo sconosciuto, presto mandato alle stelle da Zure, comandante dell'Armata dei Demoni Oscuri, che attendeva lo Slifer, la cui rabbia sprigiona un'intensa energia; per qualche istante, Zure crede di riconoscere l'umano. Jaden sostiene un duello contro l'orribile comandante dell'Armata Oscura, che minaccia di spedire alle stelle, ed anzi di tenere per sempre prigionieri gli amici dell'avversario, i quali, nella ricerca del protagonista, sono stati catturati dai demoni. Sir Freed giunge in soccorso di Jaden, si trasforma in una carta del deck dello stesso, e lo aiuta a sconfiggere il malvagio; prima di scomparire, raccomanda il giovane Yuki di combattere le tenebre. Mentre i demoni, terrorizzati dall'immensa forza dell'umano, fuggono, gli amici cominciano a considerare Jaden un egoista, che, ossessionato dal desiderio di ritrovare Jesse, è disposto anche a sacrificarli. Proseguendo la ricerca di Andersen, lo Slifer cade nella trappola di Brron, il Folle Sovrano del Mondo Oscuro. Nel corso del duello che segue, il crudele demone gioca la carta magia Canone Maligno: ogni volta che riceverà un danno, potrà evocare uno dei cinque simboli (rabbia, odio, tristezza, angoscia, dubbio), ognuno dei quali corrisponde ad un compagno di Jaden; Chazz, Hassleberry, Alexis ed Atticus, adirati e delusi dal loro amico, che li ha messi in pericolo, si trasformano in polvere di stelle, e vengono pubblicati sul mistico libro di Brron. Il protagonista, dominato dalla rabbia, annienta il Folle Sovrano, il quale, prima di dissolversi, gli rivela che anche Jesse è tra le stelle. I demoni che hanno assistito alla distruzione di Brron sono spaventati dall'eccessiva forza dell'umano. Sopravvissuto, perché sfuggito agli inviati dal Folle Sovrano, Syrus colpevolizza Jaden della scomparsa dei loro amici, lo abbandona, e si allontana, seguito da Jim ed Axel. Il giovane Yuki, distrutto per aver perduto i suoi compagni, recupera la carta Super Polimerizzazione, per la quale Brron ha sacrificato Chazz, Hassleberry, Alexis ed Atticus. Un misterioso ragazzo, che, nell'ombra, appare identico a Jaden, dice al ragazzo che il medesimo deve diventare il grande guerriero che è sempre stato, ma che, per farlo, ha bisogno del potere; egli si presenta come colui che governa questo mondo, il Sovrano Supremo.
Cercando Jaden, Jim ed Axel apprendono da un anziano che i duellanti vengono portati alla torre, dove sono costretti a battersi con il crudele Re, che raccoglie energia dei duelli per risvegliare la carta più potente di Duel Monsters. Conquistato l'ultimo villaggio, lo spietato tiranno accetta di battersi con Jim, che, adirato, ha sfidato l'invincibile despota. Il Sovrano Supremo solleva la visiera del suo elmo, che rivela, dinnanzi a Cook ed Axel, il volto di Jaden. Jim duella contro il brutale regnante per salvare il giovane Yuki: grazie all'Occhio di Orichalcum, riesce a vedere il vero Jaden, che, sentendosi in colpa per la scomparsa degli amici, resta prigioniero delle tenebre. Il brutale Sovrano Supremo sconfigge Jim con la carta Super Polimerizzazione e lo manda alle stelle, poi sfida Axel, che, però, terrorizzato dal potente e spietato Re, fugge. Al tiranno manca un'ultima fortezza di umani da abbattere per avere il dominio assoluto di questo mondo; Brodie, ritrovato il coraggio, torna per battersi con lui. Nel corso del duello, Ojama Giallo dice a Jaden di aver visto Jesse, che è vivo e sta bene, ma ciò non basta a far tornare il giovane Yuki alla normalità. Il Re azzera i Life Points dell'avversario, che, però, riesce ad infliggere lo stesso danno al Sovrano Supremo, e liberare, grazie all'Occhio di Oricalcum ereditato da Jim, Jaden dal controllo delle tenebre. Axel e la metà oscura del protagonista finiscono tra le stelle; muore il regno del terrore del Sovrano Supremo.
Jaden è tormentato dai sensi di colpa per il male che ha fatto quando era il Sovrano Supremo, ed ha paura di usare le carte da fusione con cui ha seminato distruzione. Viene esortato da Zane a conquistare il passato. Bastion lo scuote ribadendo che lo spietato e potente Re fa parte del protagonista, il quale deve imparare a controllarlo, e gli spiega l'esistenza di dodici dimensioni, ora attratte fra loro a causa di Yubel, che vuole unirle: ella vuole qualcosa da Jaden. Questo finalmente ritrova Jesse, ma questo sta duellando contro Zane, Yubel si è impossessata di lui. Dopo aver assistito in lacrime alla scomparsa di Truesdale, ed appreso da Bastion che Chazz e gli altri non sono perduti, bensì si trovano in un'altra dimensione, lo Slifer duella contro Jesse, riuscendo a giocare le carte da fusione. Jaden vince la sfida, Yubel abbandona il corpo di Andersen, ma sottrae al protagonista la carta Super Polimerizzazione. La malvagia creatura fa ricordare al giovane Yuki che, inviata nello spazio, dove patì atroci sofferenze, si mise in contatto con il piccolo Jaden, che iniziò ad avere degli incubi. Il bambino era talmente sconvolto che dovette subire diversi esami; i brutti sogni cessarono, e Jaden si dimenticò dell'amica. Yubel sostiene che il ragazzo l'ha mandata nel cosmo per rafforzarla tramite il dolore, ed ha capito che l'unico modo per sdebitarsi era farlo soffrire per renderlo più forte. Ha inizio il duello finale. Syrus comunica a Jaden di aver visto Chazz; come preannunciato da Bastion, Princeton e gli altri si trovano in un'altra dimensione, ed il protagonista può ancora salvarli sconfiggendo Yubel; inoltre, Truesdale lo esorta ancora a non avere paura del potere del Sovrano Supremo, ed a dominarlo. Jaden risveglia la forza del potente Re, ma questa volta la controlla. Il ragazzo scopre che lui e Yubel sono vissuti in una vita precedente, mostratagli dall'avversaria: tutto è nato dalla luce e dalle tenebre. Trascorsero diversi archi prima che l'energia oscura trovasse l'ordine; l'unico in grado di governarla era il figlio del Re, il Sovrano Supremo. Yubel decise di proteggere il giovane Principe e coloro che, dopo di lui, avrebbero detenuto il suo potere, e, per farlo, accettò la donazione del cuore del drago, abbandonando le sue sembianze umane per trasformarsi in una donna drago; il Sovrano Supremo le promise per questo fedeltà eterna. Jaden si sacrifica per aiutare l'amica, desiderosa di fondere le dimensioni in un'unica dove poter vivere da sola con lui, ed usa la carta Super Polimerizzazione per unire la sua anima a quella di lei; i suoi compagni tornano nel loro mondo insieme a Syrus, che piange la morte del giovane Yuki.

#### Quarta stagione
Jaden ritorna all'Accademia del Duellante dallo spazio. È cambiato, più cupo, solitario. Avvertito da Kuriboh Alato di una nuova minaccia, duella e vince contro Trueman, detto Mister T, un uomo materializzatosi dalle tenebre che braccavano lo studente dell'Obelisk Blu Yusuke Fujiwara. Questo cerca d'ipnotizzare il giovane Yuki al fine di farsi riconoscere, ma nulla funziona contro gli enigmatici poteri del protagonista. Smascherato, Yusuke scompare; Jaden fa una telefonata ad Axel per chiedergli di fare delle ricerche sul misterioso allievo.
Mancano pochi mesi al diploma, ma, inspiegabilmente, Jaden consegna a Sheppard le sue dimissioni dall'Accademia; vani i tentativi da parte del cancelliere di dissuaderlo. Prima di lasciare la scuola, il giovane Yuki, su richiesta di Sheppard, deve incontrare qualcuno che vuole parlargli. Si tratta di Kagemaru e Sartorius, i quali hanno avuto la stessa premonizione che ha spinto Jaden, essere superiore, a consegnare le sue dimissioni dall'Accademia del Duellante. Al risveglio delle Bestie Sacre da parte di Kagemaru, all'incidente di Sartorius con la Luce di Distruzione ed al duello del protagonista contro Yubel l'isola reagirà con una nuova insidia. Per colpa di Kagemaru, Sartorius e Jaden, l'Accademia è in pericolo, ma i primi due fanno capire al giovane Yuki che abbandonare l'istituto non eviterà la catastrofe, che anzi il ragazzo deve restare per proteggere la sua scuola. I due uomini ripongono le loro speranze di salvezza in Jaden. Questo, temibile nemico, affronta un altro duello contro Mister T, vincendo. Successivamente, riceve una telefonata da Axel, il quale lo informa che Yusuke Fujiwara era tra gli studenti scomparsi al Dormitorio Abbandonato, e che lo stesso non ha più fatto ritorno. Lo Slifer è convinto che Atticus possa svelare l'enigma; quello gli chiede di duellare contro di lui per aiutarlo a ricordare. Durante il combattimento presso il Dormitorio Abbandonato, Atticus, per riuscire a recuperare la memoria, decide d'indossare la maschera di Nightshroud, rischiando di venire sopraffatto dal suo potere. Al termine dello scontro, conclusosi con la vittoria di Jaden, Rhodes rammenta: Fujiwara era uno studente la cui abilità di duellante era paragonabile a quella di Zane ed Atticus medesimo. Egli tentò d'impadronirsi dell'ambita forza di Nightshroud, ma ne venne inghiottito, cedette, perciò, la maschera al giovane Rhodes. Quest'ultimo, durante un'esercitazione presso il Dormitorio Abbandonato proposta dal professor Banner, si ritrovò in una dimensione sconosciuta, dove si trasformò in Nightshroud. Apparso Yusuke, Jaden lo smaschera, avendo riconosciuto in lui lo spirito del Duel Monsters Onesto. Esso, tornato ad assumere le sue vere sembianze, aggredisce il protagonista ed i suoi amici, colpevolizzandoli di aver abbandonato il suo master, Fujiwara. Dinnanzi ai poteri di Jaden, che difende i suoi compagni, questi scoprono che il ragazzo ha fuso la propria anima con quella di Yubel. Compreso il suo errore, la creatura si sacrifica per Jaden, subendo, al posto suo, l'attacco di Mister T. Prima che lo spirito del Duel Monsters scompaia, il giovane Yuki lo rassicura che la carta di Onesto, chiusa in un cassetto da Yusuke, non era stata dimenticata dal ragazzo, che, invece, l'aveva allontanata per proteggerla, perché consapevole della pericolosità della propria ricerca; la creatura indica Jaden come una persona speciale. Lo Slifer invita Onesto ad andare a vivere dentro di lui. Segue un duello tra il giovane Yuki e Mister T, durante il quale il primo apprende che il legame tra i duellanti e le proprie carte impedisce alle ultime di essere travolte dalle tenebre. Jaden ottiene la vittoria; i suoi compagni rammentano al distaccato amico di non essere solo.
Alexis è dispiaciuta per il cambiamento di Jaden, malinconico. Ella si rende conto che duellare non è più un divertimento per l'amico; durante la sfida contro Hassleberry e Blair, il ragazzo risponde alla Rhodes che, grazie ai duelli, ha conosciuto il lato doloroso della vita. Tuttavia, al termine del combattimento, vinto da Jaden e la sua compagna, il protagonista ringrazia Alexis per avergli fatto provare un brivido che non avvertiva più. Ciò suscita le lacrime della giovane, la quale non vede un sorriso spensierato sul volto dello Slifer da molto tempo.
Jaden riceve la telefonata di Axel, il quale lo avverte che gli abitanti di Domino sono scomparsi. Il protagonista si reca nella città, ma Brodie è stato sconfitto da Mister T, ed usato per attirare il giovane Yuki in una trappola. Lo Slifer viene portato in salvo da Sartorius, il quale lo informa che Domino è sotto il controllo di Nightshroud, il cui vero obiettivo è l'Accademia del Duellante. Il cartomante, preda di ciò che rimane della Luce di Distruzione che si annidava nel suo corpo, sfida Jaden a duello. Il protagonista sconfigge l'avversario, che muore davanti ai suoi occhi. Il giovane Yuki corre verso la scuola in pericolo, ma, improvvisamente, si sente male; dolorante, combatte contro Mister T, che, possedendo il deck di Jesse, Jaden intuisce aver aggredito il suo amico. L'avversario sostiene di non comprendere il motivo per cui debbano lottare, ma continua per risvegliare il giovane Yuki; la carta Polimerizzazione di Jaden si rivela assediata dalle tenebre, causa dell'acuta sofferenza dello Slifer, il quale si rende conto che il suo opponente era Andersen: quando Sartorius gli ha chiesto di mostrargli il suo deck per controllare se le carte fossero cadute vittime di Nightshroud, ed inserito, approfittando della distrazione del duellante, Energia Arcana 0 - Il Folle, ha infettato Polimerizzazione. Jaden torna all'Accademia insieme all'amico Jesse. Dopo la sconfitta di Atticus da parte di Nightshroud, la cui maschera era sostenuta da Fujiwara, il giovane Yuki affronta una Battle Royal a tre, che vede duellare lui, Andersen e Yusuke. Per difendere Jaden, il secondo perde i suoi Life Points, per cui rimangono in gioco il protagonista ed il nemico. Jaden sconfigge l'avversario, e, con l'aiuto di Onesto, gli fa capire l'importanza degli affetti lo spirito del Duel Monsters non ha mai dimenticato Fujiwara, di cui si prese cura da quando quello, bambino, rimase solo; il ragazzo si era convinto che bisognasse dimenticare le persone care, prima che fossero loro a scordarsi di lui liberandolo dall'influenza di Nightshroud. Tuttavia, l'oscurità non si dissipa. Jesse, indebolito dalla battaglia, invita lo Slifer a proseguire, mentre lui veglierà su Yusuke.
Il giovane Yuki corre all'interno della scuola, dove, grazie ai computers, scopre che ogni angolo del mondo è ormai desolato. Uscito dall'edificio, si rende conto che anche Andersen è scomparso. A questo punto, incontra il vero Nightshroud, un'inquietante creatura che ha imprigionato le anime degli esseri umani nel suo mondo, privandoli dei propri sogni e ricordi. Nel suo regno, non vi sono speranza o disperazione, ma unicamente il nulla, il solo ad esistere in principio, prima che apparisse una carta; poi vennero il Duel Monsters, e, successivamente, la nascita della vita. Il malvagio aggiunge di essere stato chiamato dall'umanità; Jaden rammenta le parole di Sartorius, il quale gli aveva preannunciato che al risveglio delle Bestie Sacre per mano di Kagemaru, all'incidente del cartomante con la Luce di Distruzione ed al duello del giovane Yuki contro Yubel l'isola si preparava a rispondere con una nuova minaccia. Segue il duello finale, che vede avversari Jaden e Nightshroud. Lo spirito di Yubel ricorda al protagonista, unico superstite sulla Terra, di non essere solo, ella è sempre al suo fianco; l'opponente sfrutta una strategia di gioco che costringe la creatura che vive dentro di Jaden a schierarsi con lui, ma lo Slifer riesce ad impedire che la sua alleata, dimenante per non ferire il ragazzo, lo attacchi, per poi farla tornare sulla sua parte del terreno fondendola, grazie alla carta Super Polimerizzazione, con Neos, per dare vita a Neos Uomo Saggio. Nightshroud asserisce di rappresentare il futuro dell'umanità, corrotta, a cui neanche i giovani, eccetto Jaden, hanno la forza di ribellarsi. In seguito alla distruzione di Neos Uomo Saggio, Yubel suggerisce al protagonista di usare il potere speciale della creatura mandata al Cimitero, che gli permetterà di rimettere in campo Neos. Per fare ciò, lo Slifer deve, però, eliminare Yubel dal gioco; la donna drago gli dice che, da ora in poi, egli sarà veramente solo, ma può farcela. Nightshroud sostiene che gli amici del giovane Yuki sono perduti, senza possibilità di salvezza, ma Jaden si rivolge a loro, a tutti i caduti, spronandoli a cercare di ricordare una carta del loro deck, e, conseguentemente, il volto di un avversario affrontato in duello; grazie alle sue parole, le vittime di Nightshroud riescono a liberarsi dall'influsso del malvagio, uscendo dal suo mondo. Il protagonista dichiara che non perdonerà mai il nemico per aver tentato di spezzare il legame tra Jaden ed i suoi amici, e lo sconfigge con Neos Divino, salvando l'Accademia del Duellante ed il mondo intero.
Jaden e gli altri studenti del terzo anno ricevono il diploma dell'Accademia del Duellante. Il protagonista non si presenta alla festa che celebra i diplomandi, si accinge a partire senza salutare alcuno; la sua missione qui è finita, ora deve andare da altri che hanno bisogno di lui. Prima che lasci la scuola, il giovane Yuki viene condotto da Kuriboh Alato nella stanza dov'è custodita la riproduzione del deck di Yugi. Ad attenderlo, lo stesso Mutō, il quale sostiene che, da quando egli gli ha ceduto la carta di Kuriboh Alato, Jaden è cresciuto, diventato un adulto, ma ha anche perso qualcosa d'importante, che ora deve recuperare. Una luce accecante catapulta il giovane Yuki davanti alla casa di Yugi, che, uscendo dall'edificio, incontra il protagonista, riconoscendo in lui il duellante di cui, durante la notte appena trascorsa, Kuriboh, in sogno, gli ha predetto l'arrivo, pregandolo di sfidarlo. Jaden capisce di trovarsi in una dimensione spaziotemporale creata appositamente per lui e Mutō; inizia il duello del giovane Yuki contro Yugi e lo spirito del Faraone racchiuso nel suo Puzzle. Gli avversari sono entusiasti della forza del proprio sfidante; il combattimento contro il Re dei Giochi risveglia in Jaden la passione per i duelli, la cosa, intuisce il ragazzo, che aveva perduto, causa la drammatica esperienza vissuta nella dimensione in cui era diventato lo spietato Haou. Prima che i Life Points di uno dei due contendenti si azzerino, il protagonista si ritrova nel suo mondo, in un deserto. Nello zaino, scopre Faraone e lo spirito del professor Banner, desideroso di seguire il suo ex studente. Inoltre, Jaden trova un foglio disegnato e scritto dai suoi amici, che, avendo intuito le sue intenzioni di allontanarsi senza congedare alcuno, hanno voluto lasciargli un messaggio. Il ragazzo si mette in viaggio, sicuro che, prima o poi, rincontrerà i suoi compagni.

### Manga
Nel manga, Jaden frequenta già l'Accademia. Da bambino, finì in ospedale a causa di una frattura riportata giocando a baseball; un paziente, Koyo Hibiki, dopo averlo battuto in duello, gli affidò il deck degli Eroi Elementali, che includeva anche Kuriboh Alato. Grazie a lui, il piccolo Yuki decise di diventare un duellante. Jaden sostiene il suo primo duello contro il signor Ryuga, uomo sleale, riuscendo a batterlo. Successivamente, affronta Chazz, Bastion, Alexis e Syrus, obbligato da Crowler. Dopo un duello contro Chazz, viene condotto da Kuriboh Alato al Dormitorio Abbandonato, dove imparerà a resistere alle ombre.

## Deck
Il deck di Jaden è composto essenzialmente da Eroi Elementali (mostri guerrieri che ricordano vagamente dei supereroi). Presi singolarmente non sono molto forti e non hanno particolari effetti, ma possono fondersi in nuovi mostri Fusione. Tra questi si ricordano Uomo Alato della fiamma Eroe Elementale e Uomo Alato della Fiammata Lucente Eroe Elementale (Fusione tra Avian e Burstinatrix, potenziato da Sparkman), Gigante del Tuono Eroe Elementale (fusione tra Clayman e Sparkman), Fendente Selvaggio Eroe Elementale (fusione tra Wildearth e Bladedge) e Electrum Eroe Elementale fusione dei suoi quattro Eroi Elementali principali (Burstinatrix, Avian, Clayman e Bubbleman). Nella seconda stagione, dopo aver perso la capacità di vedere le sue carte per mezzo della sconfitta contro Edo, vengono introdotti i Neo Spaziali, sei mostri capaci di fondersi con un nuovissimo Eroe Elementale di nome Neos Eroe Elementale, che diverrà il suo mostro chiave. Nella terza, quando il protagonista impersona il Sovrano Supremo, le sue carte sono Eroi Malvagi, versioni oscure e molto più forti degli Eroi Elementali, inoltre ottiene il controllo della potente carta magia Super Polimerizzazione, che userà per fondere la sua anima a Yubel. Inoltre Neos Eroe Elementale ha la capacità di fondersi con il mostro più potente del suo amico Jesse, Drago Arcobaleno l, dando vita al mostro Neos dell'Arcobaleno. La carta chiave di Jaden, infine, può fondersi anche con Yubel creando così il potente Neos Uomo Saggio.

## Accoglienza e impatto culturale
Secondo protagonista del franchise per ordine cronologico, Jaden riscontra grande popolarità tra il pubblico, ispirando coslayers e mercati. In un sondaggio risalente al 2018, è stato votato come il secondo miglior protagonista di Yu-Gi-Oh! insieme a Yusei Fudo, ottenendo il 12.5% delle preferenze.
Laura Thornton di CBR ha scritto che, nonostante rimanga uno Slifer Rosso per tutta la serie, Jaden potrebbe essere uno dei migliori duellanti nonché personaggi del franchise. I protagonisti di Yu-Gi-Oh! tendono ad essere conosciuti per capelli stravaganti ed eccessiva serietà investita in un gioco di carte per bambini, con una notevole eccezione: Jaden, spensierato ed infantile, desidera unicamente divertirsi, anche se le minacce che lo insidiano finiscono per ostacolare il suo stile. Incarnando, il giovane Yuki, la pura gioia di affrontare duri avversari e dare il massimo, è strano, aggiunge la Thornton, che i fans siano rimasti leggermente meno colpiti da lui: rispetto ad altri protagonisti, come il ribelle Yusei, o Yugi con la sua fiducia nel "cuore delle carte", l'approccio "apatico" di Jaden al duello può essere difficile da superare. La scarsa serietà che l'ultimo impiega nei duelli viene compensata dalla trama che lo coinvolge. L'atteggiamento scansafatiche di Jaden diventa un punto cruciale nei primi episodi di GX, dove insegnanti e studenti appartenenti alle categorie superiori cercano di "metterlo al suo posto" o correggerne il comportamento. Successivamente, si rendono, però, conto di quanto il giovane sia fortunato con le carte, nonché della sua estrema abilità nel giocare quelle che pesca in modo da ottenere la vittoria. Yugi ha dovuto immergersi da subito nel mondo professionale col torneo nel Regno dei Duellanti di Maximillion Pegasus, ma Jaden, dal canto suo, duella con avversari che hanno alle spalle anni di esperienza, in cui hanno potuto affinare le proprie tecniche o cedere a forze malvagie. Egli non si trova in un contesto egiziano come il protagonista che lo ha preceduto, ma a combattere comunque i Giochi delle Ombre, contro la Luce di Distruzione, Yubel e se stesso, il Sovrano Supremo. Nonostante il rischio della morte, Jaden conserva uno spirito positivo, nonché la spensieratezza di duellare, eccetto per alcune sconfitte particolarmente devastanti. Giocare per il piacere di farlo lo distingue dagli altri protagonisti, i quali hanno ulteriori motivi per duellare, a parte il divertimento; soprattutto, a diversificare Jaden è la progressiva accettazione di se stesso, persino del male. Il ragazzo ha avuto difficoltà a capire cosa fosse giusto o sbagliato, quando, ad esempio, per vendicare l'amico Jesse ha messo in pericolo gli altri compagni; il successivo senso di colpa anticipava il congiungimento con il Sovrano Supremo, che si è impossessato di lui, convincendolo di essere irredimibile. Ciò ha condotto Jaden su un sentiero oscuro che richiedeva la redenzione, cosa fondamentale per l'apprezzamento del personaggio da parte del pubblico e di se stesso. Super Polimerizzazione, la stessa carta sfruttata nei panni del Sovrano Supremo, autore della morte degli amici sacrificatisi prima di riuscire a liberare il giovane Yuki dal suo lato oscuro, Jaden la usa per unire la propria anima a Yubel e porre fine al dolore infertole, assicurandosi di non separarsene mai più. Ciò influisce pesantemente sul ragazzo, ma il suo amore per il gioco è più forte, ed è questa la vera forza di Jaden come duellante. Diversamente da altri protagonisti del franchise, Jaden, dopo una sconfitta in una sfida da cui non dipendano le sorti del mondo, può sorridere e ringraziare l'avversario per il divertente duello. Tale gioia lo fa vincere, permette la crescita delle relazioni tra lui ed i suoi amici, lo aiuta a passare dal lato oscuro allo stato di vero duellante. È difficile non tifare per Jaden anche quando "inciampa", conclude la Thornton.      
Lo Starter Deck di Jaden è stato il primo della serie GX messo in commercio.
Nel 2018, il doppiatore originale di Jaden, Kenn, ha presenziato come ospite alla Jump Festa. Il pubblico poteva duellare con lui su uno scenario apposito.